# Collada dels Escaubells
La Collada dels Escaubells és un coll a 2.219,6 metres d'altitud situat en la carena que separa els termes de Baix Pallars, (antic terme de Montcortès de Pallars), i de Sort (antic terme de Llessui.
És al costat nord, ran mateix, del Cap de la Muntanyeta i al sud de la Collada de les Forques, a l'extrem nord de la Serra d'Estac.